# 海地海茨 (密蘇里州)
海地海茨（英語：Hayti Heights）是位於美國密蘇里州佩米斯科特縣的城市。

## 人口
根據2020年美國人口普查的數據，海地海茨的面積為2.54平方千米，皆為陸地。當地共有人口515人，而人口密度為每平方千米203人。